# Norbert Schramm
Norbert Schramm (* 7. April 1960 in Nürnberg) ist ein ehemaliger deutscher Eiskunstläufer, der im Einzellauf startete. Er ist der Europameister der Jahre 1982 und 1983.

## Leben
Schramm begann im Alter von sechs Jahren mit dem Eiskunstlaufen. Neun Jahre war Erich Zeller sein Trainer. Er trainierte im Bundesleistungszentrum in Oberstdorf und startete für den EC Oberstdorf. Zu seinen Teamkollegen gehörten Rudi Cerne und Heiko Fischer. Schramm war zweifacher Europameister und Vizeweltmeister sowie mehrfacher Deutscher Meister im Eiskunstlauf. Trotz seines Trainers Zeller, der für seine Betonung der Pflichtfiguren berühmt war, war Schramm in seiner aktiven Zeit jemand, der beim Pflichtlaufen ins Hintertreffen geraten konnte. Seine Stärken lagen in der Kür, die er im Gegensatz zu den meisten Läufern der Konkurrenz zu modernen Musikarrangements vortrug. Bekanntheit erlangte er durch außergewöhnliche Choreografien, bizarre Pirouetten in Abwandlung der klassischen Waagepirouette, schnelle Schrittkombinationen und wilde Sprünge wie den Russischen Spreizsprung, sowie ausgefallene Kostüme. Den Toeloop und Salchow sprang er in Kombinationen und einzeln als dreifachen Sprung sicher, der Axel war auch für ihn der schwierigste Sprung.
Für seine sportlichen Erfolge wurde er von Bundespräsident Carstens mit dem Silbernen Lorbeerblatt ausgezeichnet.
1984 wechselte er zu den Profis und wurde Profiweltmeister in Washington D. C., USA. Er trat unter anderem bei der Eisrevue Holiday on Ice und weiteren Schaulauf-Veranstaltungen auf. Von 1988 bis 1992 studierte er Betriebswirtschaft an der Universität Augsburg und von 1996 bis 1998 Public Relations, Öffentlichkeitsarbeit an dem PR-Kolleg der University of Management and Communication (FH), Potsdam.
1997 erlitt er eine einseitige Gesichtslähmung. Von 2002 bis 2007 war er künstlerischer Leiter der Eisshows im Europa-Park in Rust. 2006 beauftragte ihn RTL für die Live-Show Dancing on Ice als Eislaufexperte und Chef-Trainer der Prominenten. Daneben produziert er Eisshows, führt Regie und entwickelt Choreografien für Bühnen- sowie Fernsehshows.
Nach seiner ersten Scheidung im April 2006 nahm sich Schramm für fast zwei Jahre eine Auszeit. In dieser Zeit bereiste er Südamerika und hielt sich lange Zeit in Quito, Ecuador und Buenos Aires, Argentinien, auf. Im Januar 2009 nahm er an der RTL-Reality-Show „Ich bin ein Star – Holt mich hier raus!“ teil.
Norbert Schramm ist Vater einer Tochter und lebt derzeit in Sonthofen im Allgäu. Er arbeitet als Immobilienfachwirt in Deggendorf.

## Ergebnisse
| Wettbewerb / Jahr        | 1976 | 1977 | 1978 | 1979 | 1980 | 1981 | 1982 | 1983 | 1984 |
| ------------------------ | ---- | ---- | ---- | ---- | ---- | ---- | ---- | ---- | ---- |
| Olympische Winterspiele  |      |      |      |      |      |      |      |      | 9.   |
| Weltmeisterschaften      |      |      |      | 16.  |      | 7.   | 2.   | 2.   | Z    |
| Europameisterschaften    |      |      |      | 11.  |      | 3.   | 1.   | 1.   | 3.   |
| Deutsche Meisterschaften |      | 6.   | 5.   | 1.   | 2.   | 1.   | 3.   | 2.   | 1.   |

- Z = Zurückgezogen